# Ivica Dragutinović
Ivica Dragutinović (Prijepolje, Serbia, 13 de noviembre de 1975) es un exfutbolista serbio. Jugaba de defensa central, o lateral y su primer equipo fue FK Borac Čačak, se retiró en 2011 tras jugar en el Sevilla FC.
Llegó al Sevilla FC para cubrir la marcha de Sergio Ramos al Real Madrid el verano de 2005. Y dejaba el equipo andaluz el 30 de junio de 2011 debido a la finalización de su contrato.
Fue el primero que intentó salvarle la vida a Antonio Puerta, que se desplomó en el terreno de juego por una parada cardiorrespiratoria durante el partido que el Sevilla tenía con el Getafe por La Liga española de la Temporada 2007/08 y que falleció 3 días después.
También se le conoce como Drago, abreviando así su apellido, un sobrenombre que solía llevar en la camiseta del Sevilla FC. Fue compañero de vestuario y gran amigo de Antonio Puerta, al que en su desmayo le intentó despejar la vía aérea.

## Selección nacional
Ha sido internacional con la selección de fútbol de Serbia y Montenegro en 27 partidos.

### Participaciones en Copas del Mundo
| Mundial                        | Sede     | Resultado    |
| ------------------------------ | -------- | ------------ |
| Copa Mundial de Fútbol de 2006 | Alemania | Primera fase |

## Trayectoria
| Club           | País    | Año       |
| -------------- | ------- | --------- |
| FK Borac Čačak | Serbia  | 1994-1996 |
| K.A.A. Gent    | Bélgica | 1996-2000 |
| Standard Liège | Bélgica | 2000-2005 |
| Sevilla FC     | España  | 2005-2011 |

## Palmarés
| Título              | Equipo (*) | País   | Año  |
| ------------------- | ---------- | ------ | ---- |
| Copa de la UEFA     | Sevilla FC | España | 2006 |
| Supercopa de Europa | Sevilla FC | España | 2006 |
| Copa de la UEFA     | Sevilla FC | España | 2007 |
| Copa del Rey        | Sevilla FC | España | 2007 |
| Supercopa de España | Sevilla FC | España | 2007 |
| Copa del Rey        | Sevilla FC | España | 2010 |